# Hillman 14 hp
Der Hillman 14 hp ist ein Mittelklassewagen der britischen Automobilmarke Hillman, der 1925 auf den Markt kam und bis 1930 gebaut wurde. Einige Neufahrzeuge wurden noch 1931 verkauft. In dieser Zeit war der 14 hp das wichtigste Produkt des Herstellers.

## 1925–1930
Anfang der 1920er-Jahre hatte sich Hillman auf kleinere Wagen, wie den 10hp und den 11 hp konzentriert. Mit dem Mittelklassemodell 14 hp trat man in Konkurrenz mit dem Austin 12 und dem Humber 14/40. Der neue Hillman kostete £ 345 und unterbot damit den Preis des Austin 12, der £ 455 kostete. Der Wagen wurde angepriesen als „Auto, das weniger kostet, als es eigentlich sollte“ (engl.: „car that costs less rhan it should“).
Das Fahrzeug hatte einen konventionellen seitengesteuerten Vierzylinder-Reihenmotor mit 1953 cm³ Hubraum, der die Hinterräder antrieb. Direkt angebaut war eine Vierganggetriebe, über das die hintere Starrachse angetrieben wurde. Die Trommelbremsen an allen vier Rädern wurden durch Seile betätigt. Als Sonderausstattung war – unüblich für die damalige Zeit – ein vakuumbetriebener Bremskraftverstärker erhältlich. Die Handbremse wirkte auf separate Bremsschuhe an der Hinterachse. Das stählerne Fahrwerk hatte Längsblattfedern für alle vier Räder.
Es gab verschiedene Aufbauten, wie Tourenwagen, Limousinen oder Kastenwagen. Der Hillman 14 Tickford ist eine viertürige Cabriolimousine und der Hillman 14 Husky Sports ein viertüriger Torpedo. 1927 wurde ein Landaulet mit V-förmiger Windschutzscheibe angeboten.
Die Fahrzeuge waren gut ausgestattet und ihr Innenraum geräumig. Der rechts an der Fahrertüre angebrachte Schalthebel galt damals als luxuriöses Ausstattungsdetail. Die Limousine von 1928 hatte bereits Fenster aus Sicherheitsglas. Auch Drahtspeichenräder oder Holzspeichenräder konnten auf Wunsch geordert werden. Die Fahrzeuge erreichten eine Höchstgeschwindigkeit von 89 km/h.
1928 wurde das Modell überarbeitet. Es bekam ein Fahrwerk mit um 51 mm längerem Radstand. Neben dem schon erwähnten Limousine mit Fenstern aus Sicherheitsglas gab es als neue Aufbauten ein zweitüriges Cabriolet und eine Limousine mit Weymann-Karosserie. Holzspeichenräder waren nicht mehr lieferbar. Neu waren die Einzelsitze vorne anstatt der bis dahin eingebauten Sitzbank. Auch die Kotflügel und Trittbretter wurden leicht modifiziert.
1929 vergrößerte man die Bodenfreiheit des Fahrwerks und die Spur wuchs von 1300 mm auf 1400 mm. Es gab einen neuen Kühler und größere Scheinwerfer. Die Zahl der Aufbauten wurde auf fünf begrenzt, neben der normalen Limousine und der Weymann-Limousine überlebten das Cabriolet, der Tourenwagen und ein Sport-Tourenwagen mit Weymann-Karosserie namens „Husky“.
1930 wurde die Fertigung des 14 hp nach ca. 11.000 Exemplaren eingestellt.

## 1938–1940
1938 erschien ein weiterer Hillman 14. Er hatte ebenfalls einen seitengesteuerten Vierzylinder-Reihenmotor, der aus 1943 cm³ Hubraum 51 bhp (38 kW) schöpfte. Seine Höchstgeschwindigkeit betrug 116 km/h. Kriegsbedingt wurde die Produktion dieses Fahrzeuges nach zwei Jahren eingestellt.
Das gleiche Chassis verwendete Rootes auch für den Humber Snipe 75 – dort mit größerem Motor – sowie in einer um 10 cm verlängerten Version für den Sunbeam-Talbot 3-Litre, der ebenfalls mit dem Humber-Motor ausgestattet war.